# Клери на Соми
Клери на Соми (фр. Cléry-sur-Somme) насеље је и општина у североисточној Француској у региону Пикардија, у департману Сома која припада префектури Перон.
По подацима из 2011. године у општини је живело 538 становника, а густина насељености је износила 28,65 становника/km². Општина се простире на површини од 18,78 km². Налази се на средњој надморској висини од 45 метара (максималној 144 m, а минималној 45 m).

## Демографија
| 1962. | 1968. | 1975. | 1982. | 1990. | 1999. | 2011. |
| ----- | ----- | ----- | ----- | ----- | ----- | ----- |
| 473   | 489   | 493   | 521   | 507   | 514   | 538   |

График промене броја становника у току последњих година